# ربکا گلدشتاین
ربکا گلدشتاین (انگلیسی: Rebecca Goldstein؛ زادهٔ ۲۳ فوریهٔ ۱۹۵۰) فیلسوف، نویسنده، زندگی‌نامه‌نویس، رمان‌نویس و روشنفکر اهل ایالات متحده آمریکا است. او دارای مدرک پی‌اچ‌دی در فلسفه علم از دانشگاه پرینستون است.
گلدشتاین ده کتاب داستانی و غیرداستانی نوشته است و در رده رمان‌نویسانی مانند ریچارد پاورز و الن لایتمن گروه‌بندی می‌شود. وی همچنین برندهٔ جوایزی همچون جایزه ریچارد داوکینز، کمک‌هزینه گوگنهایم، و بورسیه مک‌آرتور شده است.